# Дроздов, Михаил Алексеевич
Михаил Алексеевич Дроздов (1861, Российская империя — 1940, Москва) — русский педагог, директор Ярославского педагогического института (ныне — ЯГПУ им. К. Д. Ушинского) (1908—1912); действительный статский советник (1914).

## Биография
Родился в 1862 году в семье священника. В 1886 году окончил Киевскую духовную академию. получив степень кандидата-магистранта богословия, что давало право не держать экзамена на степень магистранта.
В 1887 году приказом обер-прокурора Синода М. Дроздов был назначен на службу в Смоленскую духовную семинарию. Здесь молодой педагог проработал 7 лет, преподавая латинский язык, математику, гомилетику, церковную историю, историю литературы, теорию словесности и логику.
В январе 1892 году он получает чин коллежского асессора, а уже в ноябре — чин надворного советника.

#### Работа в Ярославском педагогическом институте
1 ноября 1908 года приказом Министерства народного просвещения был назначен директором Ярославского учительского института. К этому времени М. А. Дроздов был не только квалифицированным и разносторонне подготовленным педагогом, но и опытным администратором.
В первый же год в Ярославле он начал хлопоты о строительстве собственного здания для института, тем более, что дворянин Горяинов предложил для этого принадлежащий ему участок земли вблизи махорочной фабрики. Но здание так и не было построено и институт располагался в арендованном доме Федора Алексеевича Некрасова (брата поэта) в Ильинском переулке.
М. А. Дроздов вел не только административную работу, но и преподавал педагогику на всех трёх курсах пединститута, а также был председателем педагогического совета женской гимназии Антиповой. За успешной педагогическую деятельность в Ярославле его наградили орденом святого равноапостольного князя Владимира 4 степени и производят в чин статского советника. Достоинства директора были отмечены в адресе от сослуживцев по случаю 25-летия педагогической деятельности Михаила Алексеевича, отмечавшегося в 1912 году.
Там говорилось: «о не на минуту не покидающем юбиляра умении сохранять с подчиненными принцип „первый между равными“, ни дать никому из них намеком почувствовать начальника». Воспитанники института и училища благодарили его «за любовно-отеческое воспитание».
Летом 1914 года ему был присвоен чин действительного статского советника и он был назначен директором народных училищ Санкт-Петербургской губернии и покинул Ярославль.